# Branislav Trajković
Branislav Trajković (in serbo Бpaниcлaв Tpajкoвић?; Odžaci, 29 agosto 1989) è un calciatore serbo, difensore del Borac Starčevo.

## Carriera

### Club
Ha giocato nella massima serie serba con le maglie di Hajduk Kula e Vojvodina.

### Nazionale
Debutta in nazionale il 15 ottobre 2013 nella partita Serbia-Macedonia (5-1).